# Sounding the Seventh Trumpet
Albums de Avenged Sevenfold
Waking the Fallen
(2003)
Singles
Sounding the Seventh Trumpet est le premier album studio du groupe de heavy metal américain Avenged Sevenfold, sorti le 31 janvier 2001 par Good Life Recordings, et réédité par Hopeless Records le 19 mars 2002, comportant un artwork légèrement différent. L'album a été enregistré en 1999 à Westbeach Recorders en Californie.  L'album s'est vendu à 370.000 exemplaires dans le monde avec 310.000 vendus aux États-Unis,. Le titre « Sounding the Seventh Trumpet » tire son nom de l'Apocalypse, faisant référence spécifiquement au chapitre 11 et au son de la dernière trompette (septième), sonnant la fin du monde. Valary DiBenedetto (la femme de M. Shadows) chante sur le titre "The Art of Subconscious Illusion.",,. Sounding the Seventh Trumpet est reconnu comme le plus lourd album d'Avenged Sevenfold, avec des guitares ultra-saturées, très peu de chants clairs et la double-grosse caisse de The Rev[réf. souhaitée].

## Réception
Sounding the Seventh Trumpet a été généralement bien accueilli par la critique. AllMusic a noté l'album de trois étoiles sur cinq et a écrit: « Sounding the Seventh Trumpet est un album magnifique qui convient pour tout fan de metal, comme Avenged Sevenfold à une prise ferme sur tout ce qui est extrême. » La critique a également fait l'éloge de « Darkness Surrounding » et « We Come Out at Night » comme étant «... Des excellents chefs-d’œuvre du metalcore ».

## Liste des morceaux
Toutes les paroles sont écrites par M. Shadows, toute la musique est composée par Avenged Sevenfold.
| No  | Titre                            | Durée |
| --- | -------------------------------- | ----- |
| 1.  | To End the Rapture               | 1:22  |
| 2.  | Turn the Other Way               | 5:37  |
| 3.  | Darkness Surrounding             | 4:49  |
| 4.  | The Art of Subconscious Illusion | 3:45  |
| 5.  | We Come Out at Night             | 4:45  |
| 6.  | Lips of Deceit                   | 4:09  |
| 7.  | Warmness on the Soul             | 4:19  |
| 8.  | An Epic of Time Wasted           | 4:18  |
| 9.  | Breaking Their Hold              | 1:11  |
| 10. | Forgotten Faces                  | 3:26  |
| 11. | Thick and Thin                   | 4:15  |
| 12. | Streets                          | 3:06  |
| 13. | Shattered by Broken Dreams       | 7:06  |

## Formation
Avenged Sevenfold
- M. Shadows - Chant,
- Zacky Vengeance - Guitare
- The Reverend Tholomew Plague - Batterie
- Justin Sane - Basse
- Synyster Gates - Guitare (Piste 1, ré-édition)

Musicien additionnel
- Valary Di Benedetto - Chant additionnel sur The Art of Subconscious Illusion.